# Spite and malice
Spite and malice, eller, med ett försvenskat namn, trots och illvilja, är ett kortspel för två deltagare. Spelet tillhör kategorin patiensspel, det vill säga patienser som är avsedda för mer än en person. 
Två kortlekar, varav en ska inkludera fyra jokrar, används. Leken utan jokrar delas upp så att vardera spelaren får varsin trave med 26 kort, alla utom det översta med baksidan uppåt. Från den andra leken får spelarna fem kort var, som tas upp på handen. Resterande kort bildar en talong, som är gemensam för båda spelarna. Mellan spelarna ska finnas plats för upp till åtta gemensamma grundhögar, där korten ska läggas i stigande ordning från ess upp till kung, utan hänsyn till färg. En joker kan ersätta vilket kort som helst utom esset.
Spelet går ut på att bli av med korten i traven genom att lägga dem på grundhögarna allteftersom möjlighet ges. På grundhögarna kan också läggas kort från handen och från de upp till fyra hjälphögar som vardera spelaren disponerar. Den spelare som är i tur får lägga ifrån sig flera kort, om alla är spelbara. Turen avslutas endera genom att man lägger ner ett av handens kort på någon av hjälphögarna, eller genom att man förklarar sig nöjd. Nästa gång man är i tur ska man dra nya kort från talongen så att handen åter består av fem kort. 
Vinnare är den som först blivit av med alla kort i sin trave.
Spelets taktik handlar inte bara om att se till att de egna korten blir spelbara, utan minst lika mycket om att försvåra och sabotera för motspelaren; härav spelets namn.
Spite and malice ligger till grund för det kommersiella kortspelet Skip-Bo.